# Solepa variegata
Solepa variegata är en insektsart som beskrevs av Otte, D. 1988. Solepa variegata ingår i släktet Solepa och familjen syrsor. Inga underarter finns listade i Catalogue of Life.